# Villiers metróállomás
A Villiers egy metróállomás Franciaországban, Párizsban a párizsi metró 2-es és 3-as  metróvonalán. Tulajdonosa és üzemeltetője a RATP.

## Metróvonalak
Az állomást az alábbi metróvonalak érintik:
- 2-es metróvonal
- 3-as metróvonal

## Kapcsolódó állomások
A metróállomáshoz az alábbi állomások vannak a legközelebb:
- Monceau (Porte Dauphine, 2-es metróvonal)
- Rome (Nation, 2-es metróvonal)
- Malesherbes (Pont de Levallois - Bécon, 3-as metróvonal)
- Europe (Gallieni, 3-as metróvonal)